# Reserva Natural da Baía de São Lourenço

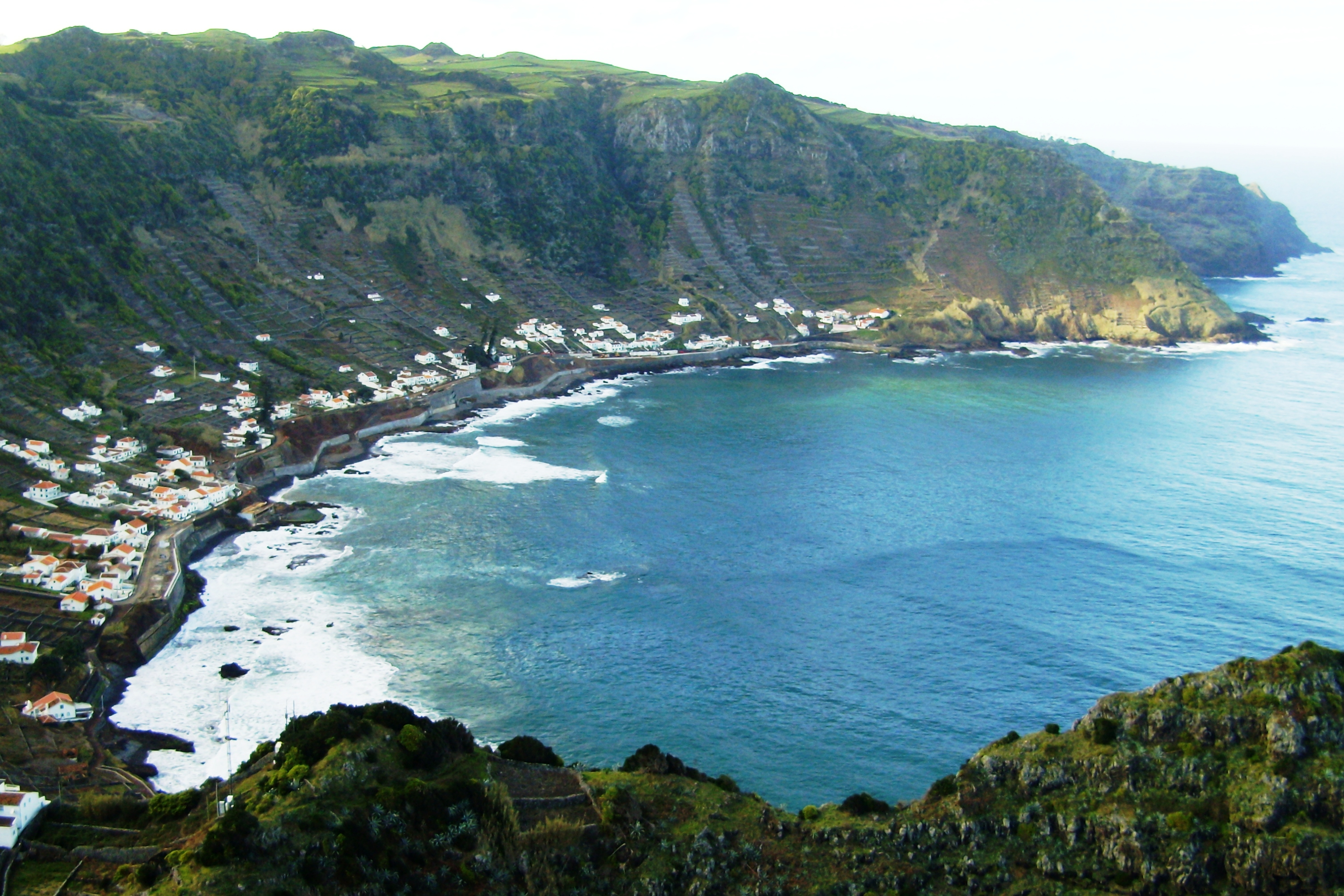
Baía de São Lourenço.

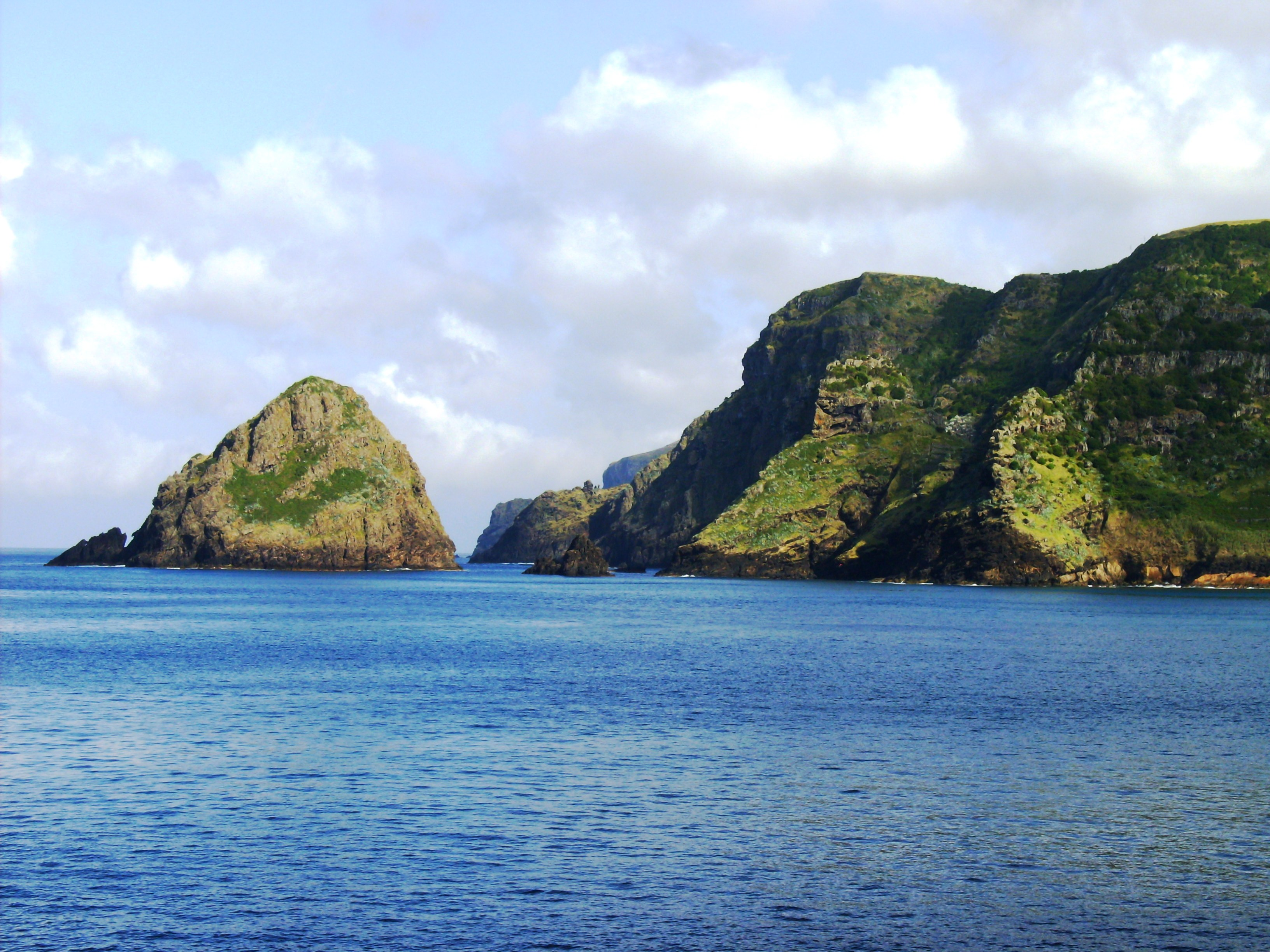
Ilhéu de São Lourenço.

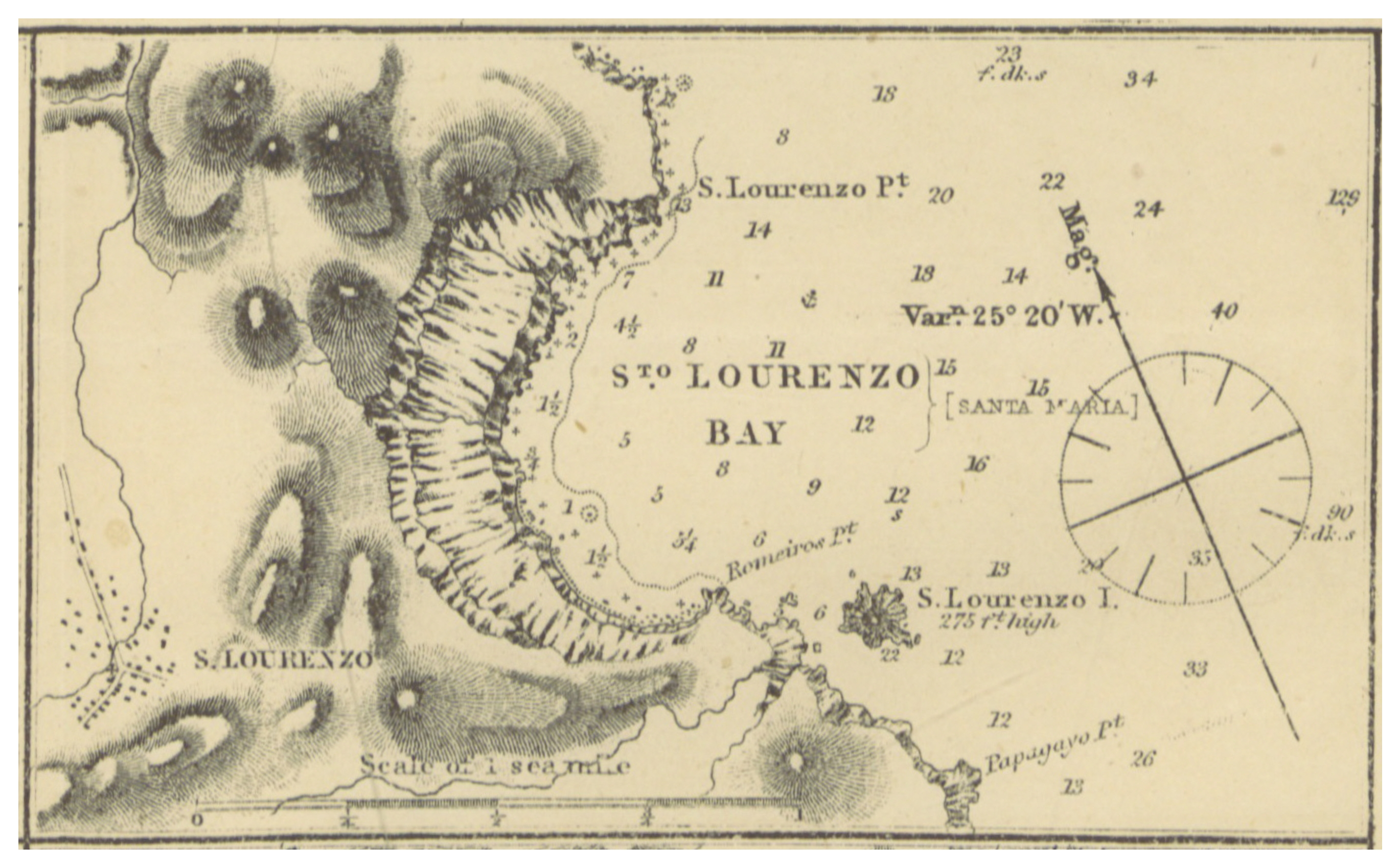
Carta da baía de São Lourenço, 1869.

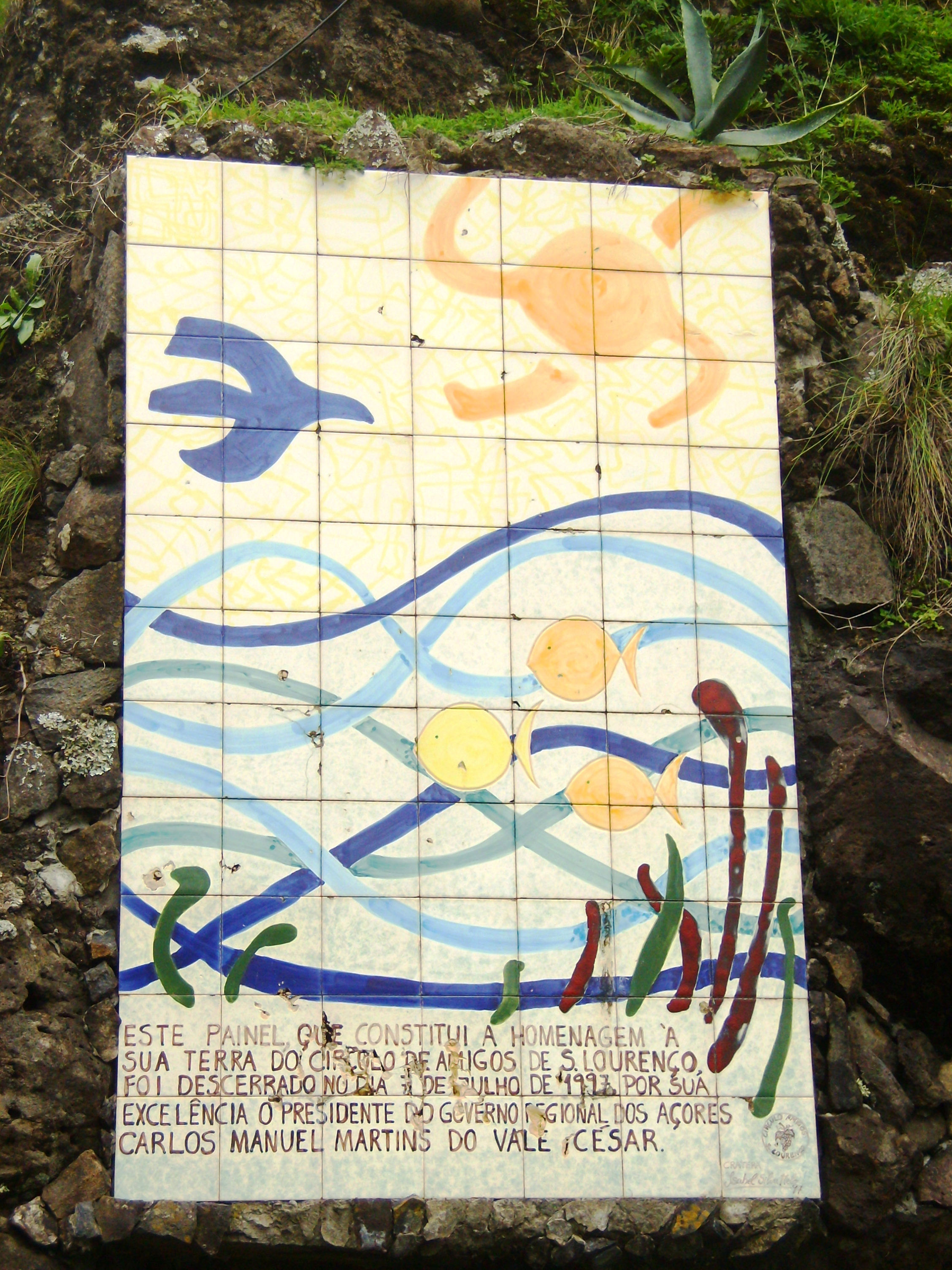
Painel de azulejos (Isabel Melo, 1997).

A Reserva Natural da Baía de São Lourenço localiza-se na baía de São Lourenço, freguesia da Santa Bárbara, concelho da Vila do Porto, na costa Nordeste da ilha de Santa Maria, nos Açores.

## História
A baía de São Lourenço serviu, até à época dos antigos paquetes, como porto alternativo de abrigo ao de Vila do Porto. Por aqui se baldeavam, em caso de necessidade, mala postal e passageiros de e para a ilha.
Para a sua defesa, existiu outrora uma fortificação, o Forte da Baía de São Lourenço.
Encontra-se classificada como Reserva Natural desde 1987.
Em 20 de outubro de 1988 foi fundado o "Círculo de Amigos de São Lourenço", associação constituída para "(...) defender os interesses turísticos do lugar de veraneio da baía de São Lourenço (...)", e que, a par de outras atividades, é responsável pela organização das festividades de Verão.

## Características
Com 113 hectares de área, localiza-se numa cratera vulcânica cujo abatimento, no rebordo voltado para o mar, deu origem a uma baía.
A área classificada abrange a praia de São Lourenço, da ponta dos Matos, a Norte, à ponta Negra, a Sul, de areias acastanhadas, e os vinhedos aninhados na encosta, dispersos em currais divididos ora por sebes vivas, ora por muros baixos de pedra basáltica, onde se produz o chamado vinho de São Lourenço. Compreende ainda o ilhéu de São Lourenço, a Sul, fronteiro à ponta Negra.
Apresenta vasta biodiversidade, sendo apreciada para o mergulho de observação. As águas da baía apresentam uma profundidade média de 12 metros, com um fundo geralmente de areia entrecortado por rochas.